# Dočesná
Dočesná je v české kultuře oslava slavená po dosklizení chmele. Klíčovým znakem takovéto události je dočesný věnec, který je uvitý z chmele a obilí, zdobený květinami. Jednou z podob události je i dovezení takového věnce do chmelnice v slavnostním průvodu na ověnčeném voze. Tato událost je vázána především k žateckému a rakovnickému regionu. Slaví se vždy o prvním víkendu v září. V letech 2020 a 2021 byla kvůli epidemiologickým vládním opatřením vynechána a nahrazena sadou menších akcí v různých částech města, Žatecká Dočesná jinak.

## Galerie

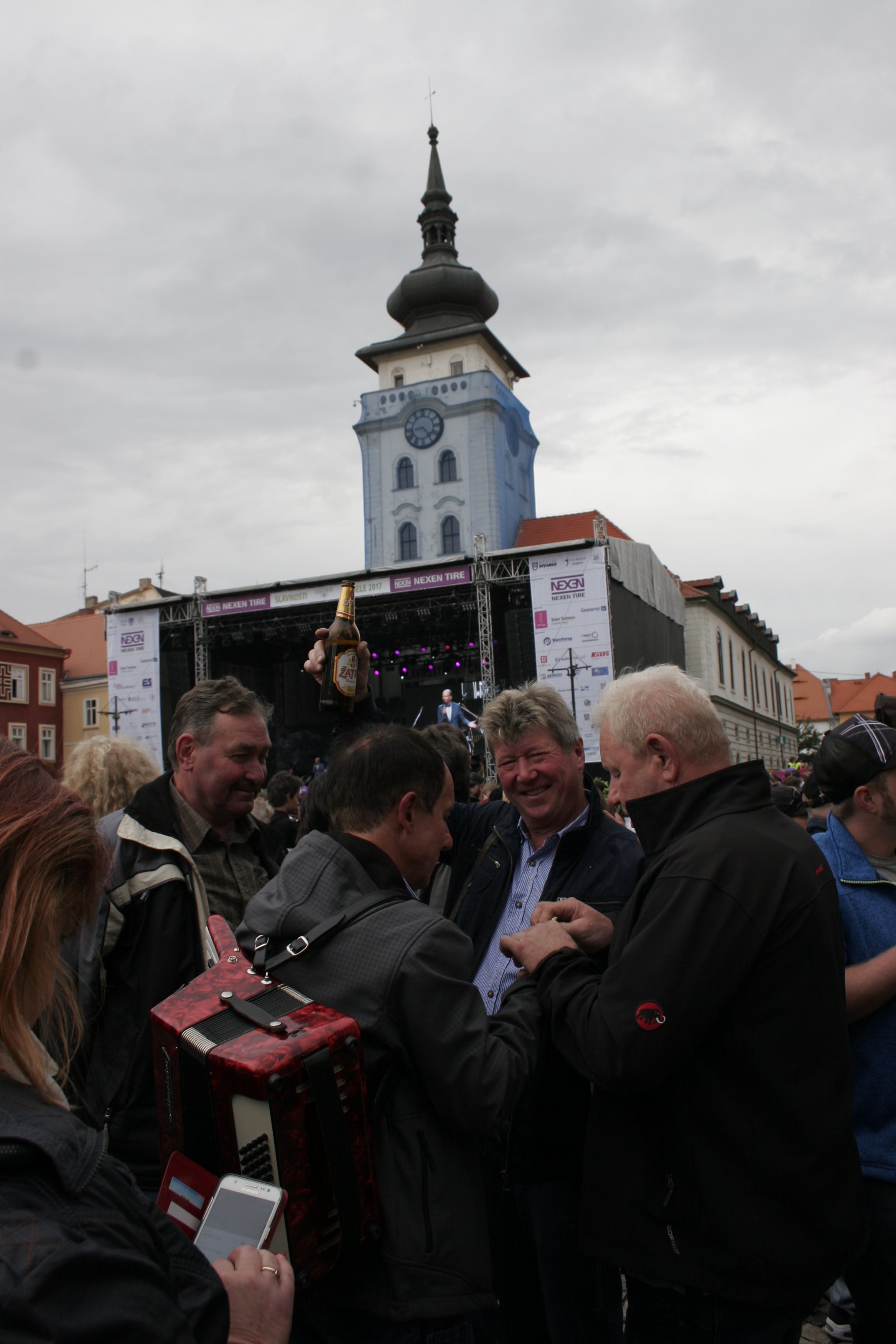
Momentka z Dočesné v Žatci
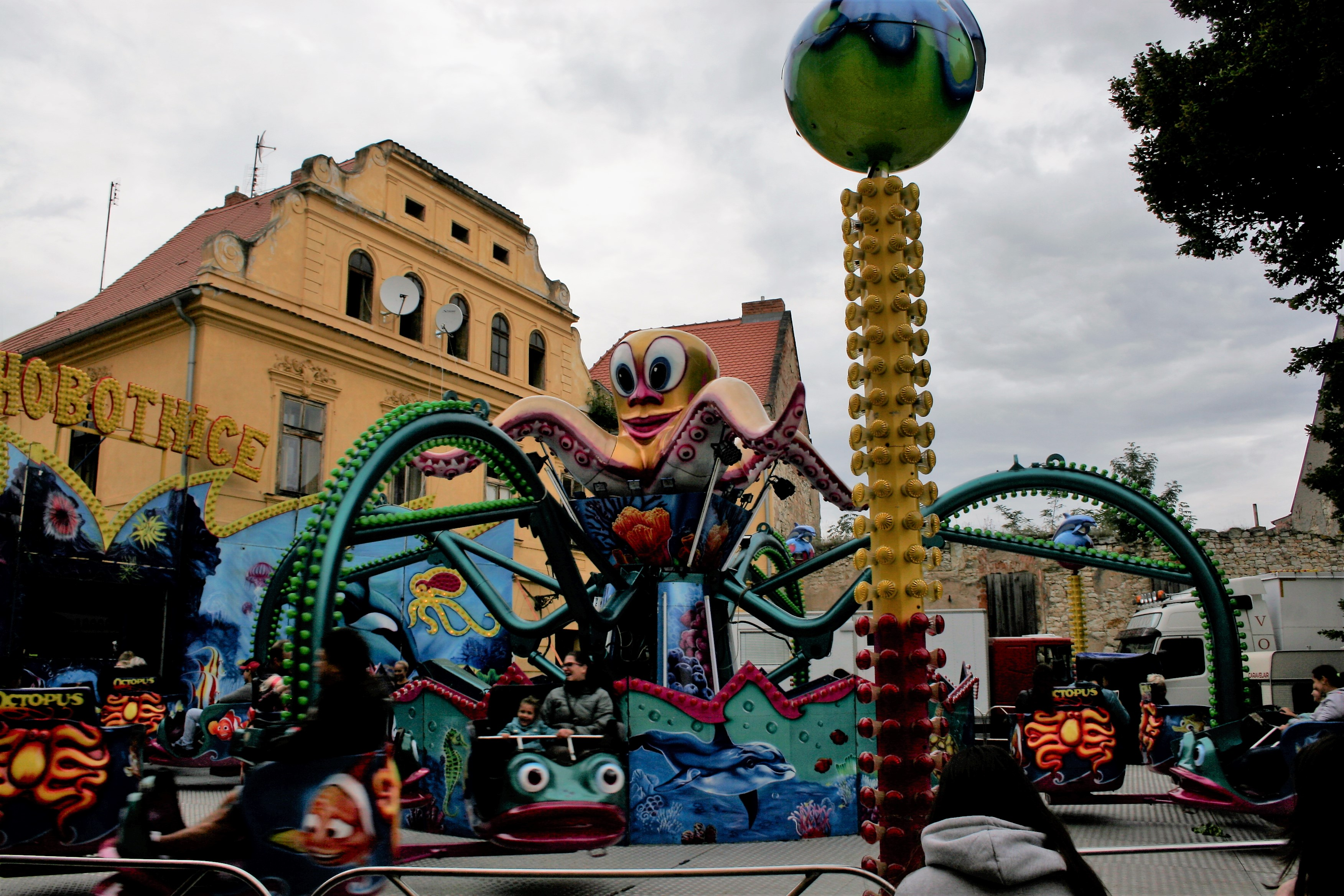
Atrakce na Žatecké dočesné
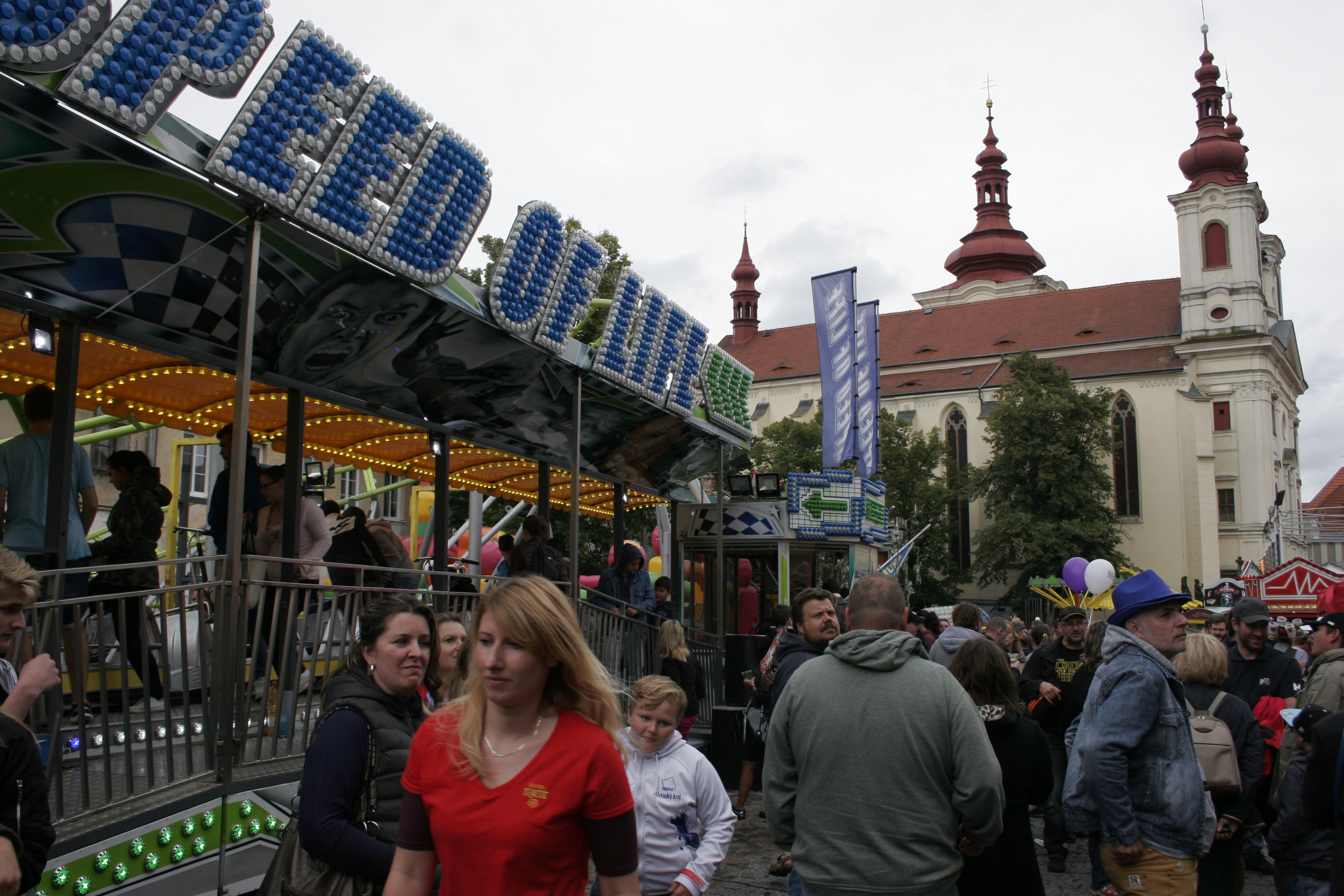
Atrakce a návštěvníci na Žatecké dočesné